# تاب‌آوری (مهندسی)

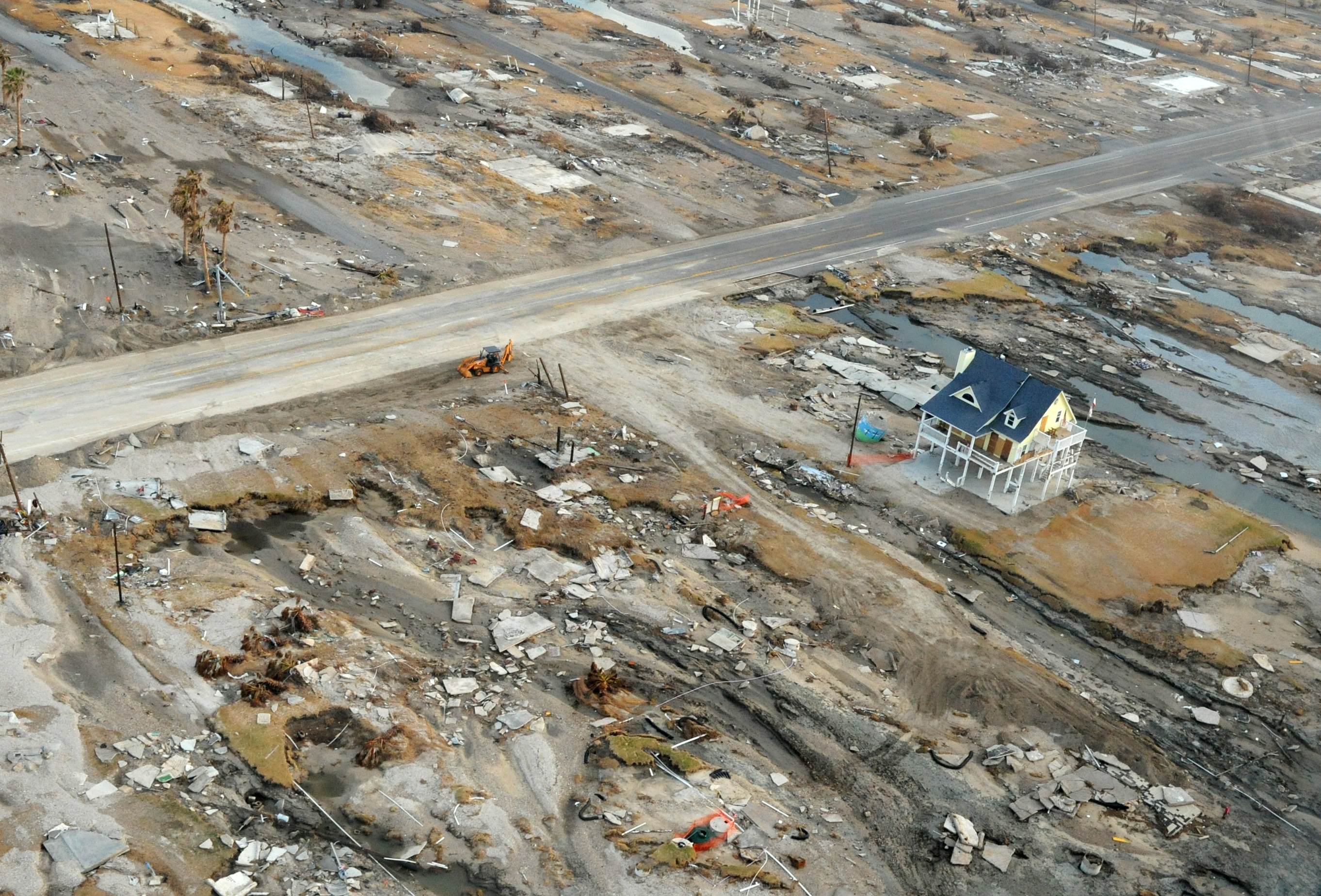

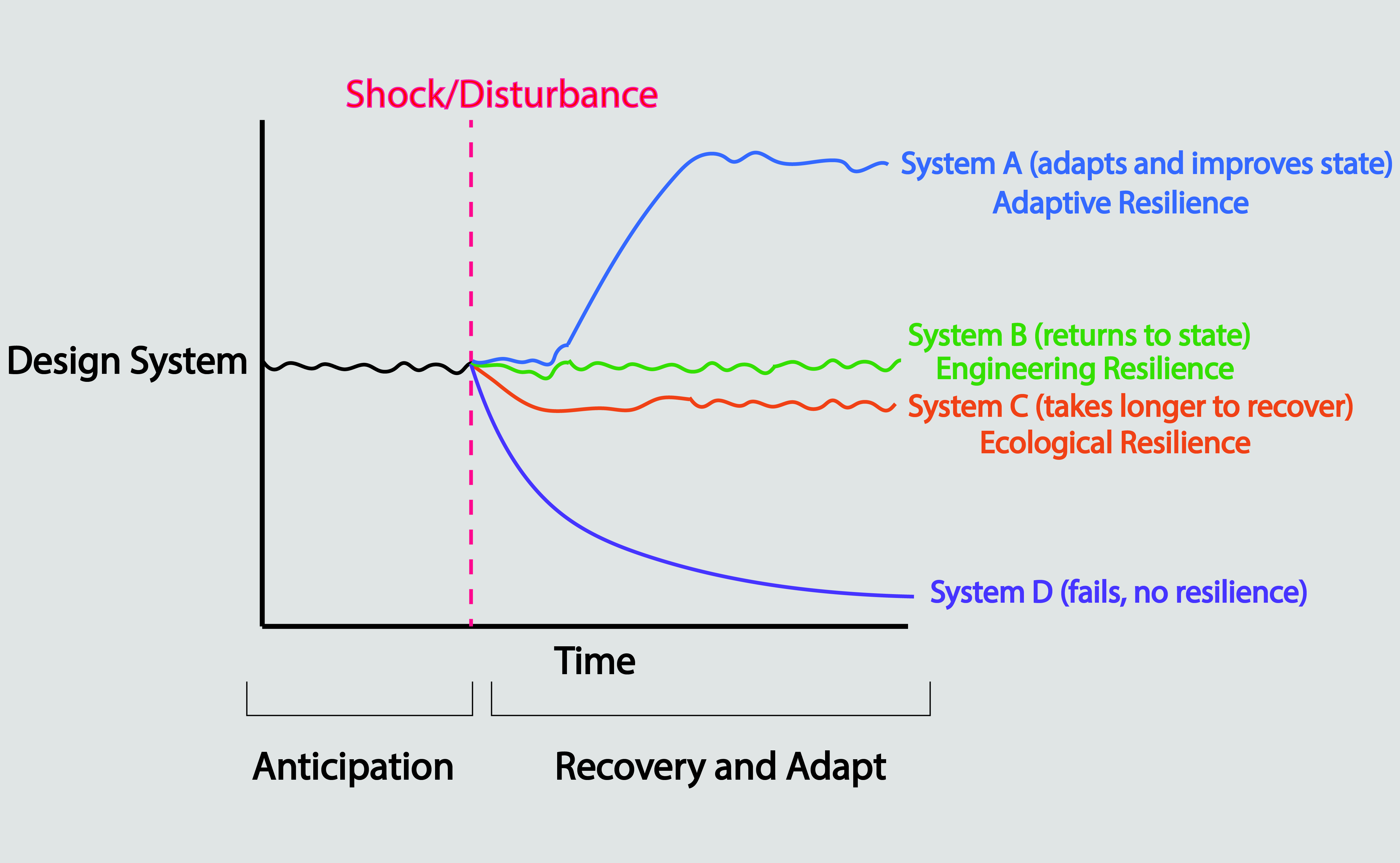
واکنش سیستم‌ها در برابر حوادث شوک متفاوت است. این نمودار نشان دهنده روش‌هایی است که سیستم‌ها بر اساس تاب آوری خود پاسخ می‌دهند و احتمالاً سازگار می‌شوند.

شهرهای مرتجع یا تاب‌آور به شهرهایی گفته می‌شود که برنامه خاصی را برای کنترل بحران و بازگشت به شرایط اولیه تدوین کرده‌اند. اولین قدم برای دست یابی به این شرایط، ارزیابی ریسک بحران است که اطلاعات لازم برای طراحی برنامه امداد یا پیشگیری را فراهم می‌آورد. کارشناسان موارد متعددی را به عنوان پیش نیاز رخداد ارتجاع در یک شهر مطرح کرده‌اند:
در زمینه‌های مهندسی و ساخت و ساز، تاب‌آوری توانایی جذب یا جلوگیری از آسیب بدون متحمل شدن خرابی کامل است و هدف طراحی، نگهداری و مرمت ساختمان‌ها و زیرساخت‌ها و همچنین جوامع است. یک تعریف جامع تر این است که این توانایی پاسخگویی، جذب و سازگاری با آن و همچنین بهبودی در یک رویداد مخرب است.انتظار می‌رود که یک ساختار / سیستم / جامعه تاب آور بتواند در برابر یک رویداد شدید با کمترین آسیب و اختلال در عملکرد در برابر آن مقاومت کند. پس از رویداد، باید بتواند به سرعت عملکرد خود را شبیه یا حتی بهتر از سطح قبل از رویداد بازیابی کند.
مفهوم تاب‌آوری از مهندسی نشأت گرفته و سپس بتدریج در زمینه‌های دیگر نیز اعمال شد. این مربوط به آسیب‌پذیری است. هر دو اصطلاح مخصوص آشفتگی رویداد هستند، به این معنی که یک سیستم / زیرساخت / جامعه ممکن است در برابر یک رویداد آسیب پذیرتر یا مقاومت کمتری نسبت به رویداد دیگر داشته باشد. با این حال، آنها یکسان نیستند. یک تفاوت آشکار این است که آسیب‌پذیری در ارزیابی حساسیت سیستم در مرحله قبل از رویداد متمرکز است. تاب‌آوری بر ویژگی‌های پویا در مراحل قبل از رویداد، در طول رویداد و پس از رویداد تأکید دارد.
تاب آوری یک خاصیت چند وجهی است و چهار بعد فنی، سازمانی، اجتماعی و اقتصادی را در بر می‌گیرد. بنابراین، استفاده از یک معیار ممکن است نماینده ای برای توصیف و تعیین کمی انعطاف‌پذیری نباشد. در مهندسی، انعطاف‌پذیری با چهار R مشخص می‌شود: استحکام ، افزونگی، تدبیر و سرعت. مطالعات تحقیقاتی فعلی روشهای مختلفی را برای کمی سازی انعطاف‌پذیری از جنبه‌های مختلف، از جمله جنبه‌های مربوط به عملکرد و اقتصادی-اجتماعی ایجاد کرده‌اند.
محیط ساخته شده نیاز به مقاومت در برابر تهدیدات موجود و در حال ظهور مانند طوفان شدید باد یا زمین لرزه و ایجاد مقاومت و افزونگی در طراحی ساختمان دارد. پیامدهای جدید تغییر شرایط بر کارایی رویکردهای مختلف برای طراحی و برنامه‌ریزی را می‌توان در اصطلاح زیر عنوان کرد.
تاب‌آوری مهندسی زمینه‌های دیگر را الهام بخشیده و بر نحوه تفسیر تاب‌آوری تأثیر گذاشته‌است، به عنوان مثال: تاب‌آوری زنجیره تأمین.

## ریشه
طبق فرهنگ لغت، تاب آوری به معنای «توانایی بهبودی از مشکلات یا آشفتگی» است. ریشه اصطلاح انعطاف‌پذیری در اصطلاح لاتین «resilio» یافت می‌شود که به معنای بازگشت به حالت یا بازگشت دوباره است. در دهه ۱۶۴۰ اصطلاح ریشه یک انعطاف‌پذیری در زمینه مکانیک مواد به عنوان «توانایی یک ماده در جذب انرژی در صورت تغییر شکل الاستیک و انتشار آن در هنگام تخلیه» ایجاد می‌کند. تا سال ۱۸۲۴، این اصطلاح توسعه یافته بود تا معنای «کشش» را در بر بگیرد.

### قرن ۱۸
توماس تردگلد اولین کسی بود که مفهوم تاب آوری را در سال ۱۸۱۸ در انگلیس معرفی کرد. این اصطلاح برای توصیف خاصیتی در مقاومت الوار استفاده می‌شد، زیرا تیرها برای پشتیبانی از بار سنگین خم و تغییر شکل می‌دادند. تردگلد با وجود کاشت در شرایط بد خاک و آب و هوای مناسب، چوب را دوام یافت و به راحتی نسوخت. انعطاف‌پذیری سپس توسط مالت در سال ۱۸۵۶ در رابطه با ظرفیت مواد خاص برای مقاومت در برابر اغتشاشات خاص، تصفیه شد. این تعاریف به دلیل کاربرد یک ماده واحد که دارای یک رژیم تعادل پایدار است و نه ثبات سازگار پیچیده سیستمهای بزرگتر، می‌تواند در انعطاف‌پذیری مهندسی مورد استفاده قرار گیرد.

### قرن بیستم
در دهه ۱۹۷۰، محققان تاب آوری را در ارتباط با روانشناسی کودک و قرار گرفتن در معرض خطرات خاصی بررسی کردند. از تاب آوری برای توصیف افرادی که «توانایی بهبودی از ناملایمات» را دارند استفاده شد. یکی از بسیاری از محققان پروفسور سر مایکل راتر بود که به ترکیبی از تجربیات ریسک و نتایج نسبی آنها توجه داشت.
در مقاله خود تاب آوری و ثبات سیستم‌های اکولوژیکی (۱۹۷۳)، هولینگ ابتدا موضوع تاب آوری را از طریق کاربرد آن در زمینه بوم‌شناسی بررسی کرد. تاب آوری اکولوژیکی به عنوان «معیاری برای دوام سیستم‌ها و توانایی آنها در جذب تغییر و آشفتگی و همچنان حفظ روابط مشابه بین متغیرهای حالت» تعریف شد. بعداً از این برنامه برای اکوسیستم‌ها استفاده شد تا به روش‌های دیگر کاربردهای انسانی، فرهنگی و اجتماعی نیز جلب شود. حوادث تصادفی توصیف شده توسط هولینگ نه تنها از نظر آب و هوایی است، بلکه بی‌ثباتی در سیستم‌های خنثی می‌تواند از طریق تأثیر آتش‌سوزی، تغییرات جامعه جنگلی یا روند صید رخ دهد. از طرف دیگر، پایداری توانایی سیستم برای بازگشت به حالت تعادل پس از یک اختلال موقتی است. سیستمهای چند حالته به جای اشیا باید مورد مطالعه قرار گیرند زیرا جهان فضایی ناهمگن با ویژگیهای مختلف بیولوژیکی، فیزیکی و شیمیایی است. برخلاف تاب آوری مادی و مهندسی، تاب آوری زیست‌محیطی و اجتماعی بر ازدیاد و تداوم حالت‌های چند تعادلی برای حفظ وجود عملکرد تمرکز دارد.

## ویژگی‌ها
- برنامه‌ریزی: ایجاد محیط‌های چند منظوره و مراکز منطقه‌ای متراکم برای ایجاد حس تعلق مکانی و فراهم ساختن انتخاب روش و نوع حمل و نقل (به غیر از وسایل نقلیه خصوصی). محافظت از منابع کشاورزی و زیست گاه‌های حیات وحش
- تحرک: سرمایه‌گذاری در زیرساخت‌های حمل و نقل با کیفت، اعم از پیاده، دوچرخه و حمل و نقل عمومی با دسترسی آسان و اطلاع‌رسانی سریع و به موقع
- محیط مصنوع: طراحی بناهای جدید و فضاها و مرایا و مناظر وابسته و بهسازی بناهای موجود برای بهبود نحوه مصرف انرژی
- اقتصاد: پشتیبانی از کسب و کار محلی برای ایجاد فرصت‌های شغلی و امکان استفاده از تکنولوژی‌های جدید مثل انرژی تجدیدپذیر و قابلیت بازیابی مجدد
- مواد غذایی: توسعه منابع محلی تولید، فراوری و توزیع مواد غذایی
- منابع: کاهش چشمگیر مصرف منابع آبی و مادی، کاهش تولید زباله و بازیافت
- مدیریت: مشارکت فعال دولت، بخش‌های اقتصادی و شهروندان در تصمیم‌گیری‌ها و اطلاع‌رسانی شفاف در مورد نحوه پیشرفت اعمال این برنامه

## تاب آوری زیست‌محیطی اجتماعی
تاب آوری زیست‌محیطی اجتماعی، همچنین به عنوان تاب آوری سازگار شناخته می‌شود، تاب آوری زیست‌محیطی اجتماعی مفهوم جدیدی است که تمرکز خود را به ترکیب حوزه‌های اجتماعی، اکولوژیکی و فنی انعطاف‌پذیری منتقل می‌کند. مدل سازگار بر کیفیت قابل تغییر حالت پایدار یک سیستم متمرکز است. در ساختمانهای سازگار، از انعطاف‌پذیری کوتاه مدت و بلند مدت استفاده می‌شود تا اطمینان حاصل شود که سیستم می‌تواند در برابر اختلالات با ظرفیتهای اجتماعی و جسمی مقاومت کند. ساختمانها در مقیاس و شرایط چندگانه کار می‌کنند، بنابراین تشخیص اینکه انتظار می‌رود تغییرات مداوم در معماری وجود داشته باشد، مهم است. Laboy و Fannon تشخیص می‌دهند که مدل انعطاف‌پذیری در حال تغییر است، و چهار ویژگی MCEER از مقاومت را در مراحل برنامه‌ریزی، طراحی و بهره‌برداری از معماری اعمال کرده‌اند. Laboy و Fannon به جای استفاده از چهار ویژگی برای توصیف انعطاف‌پذیری، یک مدل 6R را پیشنهاد می‌دهند که بازیابی را برای مرحله بهره‌برداری از یک ساختمان و Risk Avoidance را برای مرحله برنامه‌ریزی ساختمان اضافه می‌کند. در مرحله برنامه‌ریزی ساختمان ، انتخاب سایت، جایگذاری ساختمان و شرایط سایت برای جلوگیری از خطر بسیار مهم است. برنامه‌ریزی اولیه می‌تواند بر اساس نیروهایی که ما درک و درک می‌کنیم، به آماده‌سازی و طراحی برای محیط ساخته شده کمک کند. در مرحله بهره‌برداری از ساختمان، یک اختلال پایان انعطاف‌پذیری را نشان نمی‌دهد، اما باید یک برنامه بهبودی برای سازگاری‌های آینده پیشنهاد کند. از اغتشاشات باید به عنوان یک فرصت یادگیری برای ارزیابی اشتباهات و نتایج و پیکربندی مجدد نیازهای آینده استفاده شود.

## کاربردها

### کاربرد در کد بین‌المللی ساختمان
کد بین‌المللی ساختمان حداقل الزامات ساختمانها را با استفاده از استانداردهای عملکردی ارائه می‌دهد. جدیدترین کد بین‌المللی ساختمان (IBC) در سال ۲۰۱۸ با تمرکز بر استانداردهایی که از سلامت عمومی، ایمنی و رفاه محافظت می‌کند، بدون محدود کردن استفاده از برخی روش‌های ساختمانی، در سال ۲۰۱۸ منتشر شد. این کد چندین دسته را دربرمی گیرد که هر سه سال یکبار به روز می‌شوند تا از فناوری‌ها و تغییرات جدید استفاده کنند. کدهای ساختاری برای مقاومت جوامع و ساختمانهای آنها اساسی هستند، زیرا «انعطاف‌پذیری در محیط ساخته شده با کدهای ساختاری قوی، به‌طور منظم تصویب شده و به درستی اجرا می‌شود» مزایای ناشی از تصویب کدهای مؤسسه ملی علوم ساختمان است. (NIBS) دریافت که تصویب قانون بین‌المللی ساختمان ۱۱ دلار سود برای هر ۱ دلار سرمایه‌گذاری شده فراهم می‌کند.
شورای کد بین‌المللی متمرکز بر این است که ساختمانهای جامعه از مقاومت جامعه در برابر بلایا پشتیبانی کنند. فرایند ارائه شده توسط ICC شامل درک خطرات، شناسایی استراتژی‌های مربوط به خطرات و اجرای آن استراتژی‌ها است. خطرات براساس جوامع، مناطق جغرافیایی و سایر عوامل متفاوت است. مؤسسه معماران آمریکا لیستی از شوک‌ها و استرس‌ها را که مربوط به برخی از ویژگی‌های جامعه است، ایجاد کرد. شوک‌ها اشکال طبیعی خطرات (سیل، زلزله) هستند، در حالی که تنش‌ها رویدادهای مزمن تری هستند که می‌توانند در مدت زمان طولانی تری ایجاد شوند (قیمت مناسب، خشکسالی). درک کاربرد انعطاف‌پذیری در دو شوک و تنش مهم است زیرا ساختمانها می‌توانند نقشی در کمک به تفکیک آنها داشته باشند. حتی اگر IBC یک کد مدل باشد، توسط دولت‌های مختلف و دولت‌ها تنظیم می‌شود تا مناطق خاص ساختمان را تنظیم کند. اکثر رویکردهای به حداقل رساندن خطرات مربوط به استفاده از ساختمان و اشغال آن است. علاوه بر این، ایمنی یک سازه با استفاده از مواد، فریم‌ها تعیین می‌شود و نیازهای سازه می‌تواند سطح بالایی از حفاظت را برای سرنشینان فراهم کند. الزامات و استراتژی‌های خاص برای هر ضربه یا استرس مانند سونامی، آتش‌سوزی و زمین لرزه ارائه شده‌است.